# 塩ラーメン

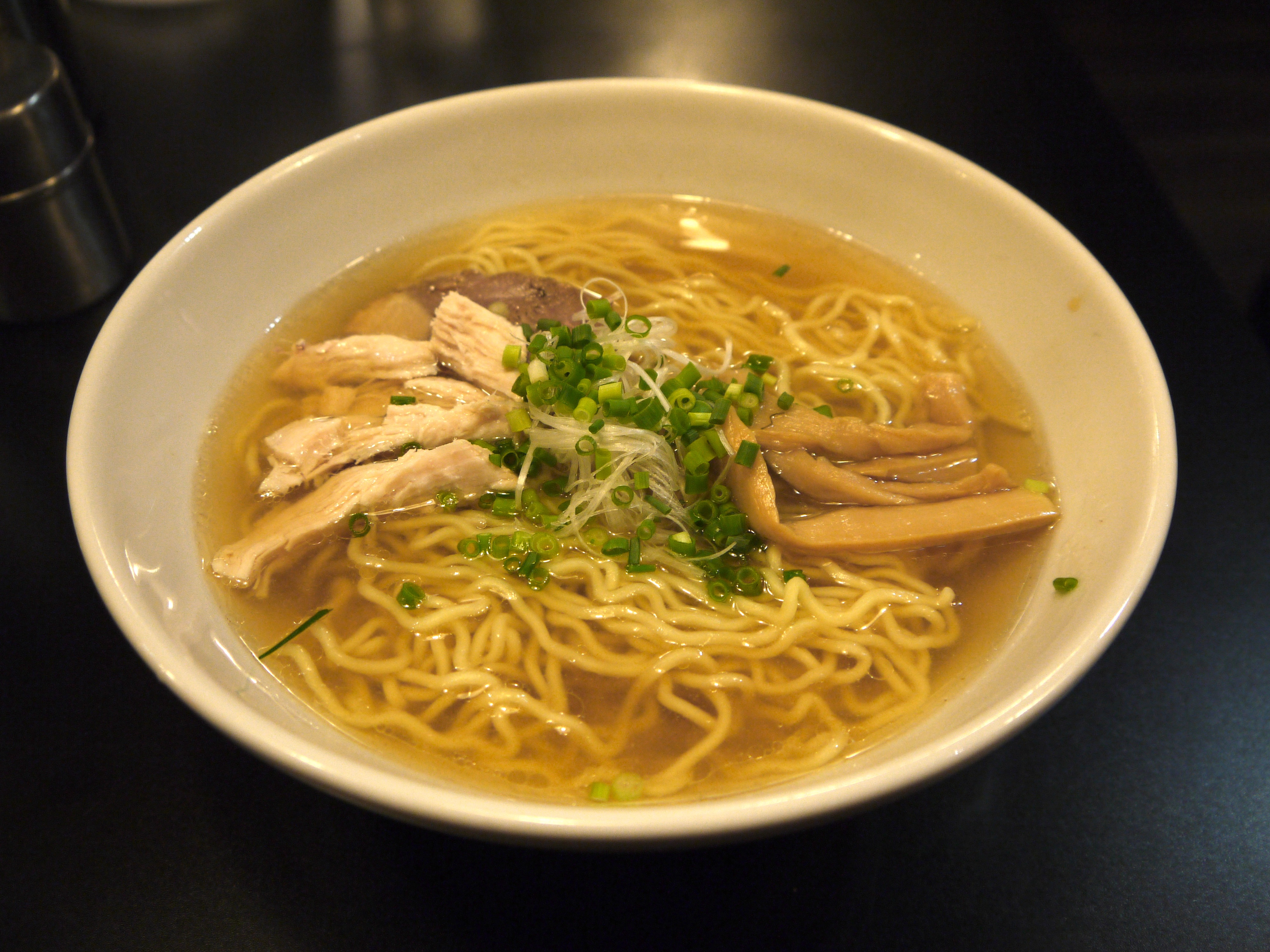
塩ラーメン

塩ラーメン（しおラーメン）とは、ダシを塩タレで調味したスープに、茹でた中華麺を入れた日本のラーメン。
スープは、豚骨ラーメンにおけるそれのように強く煮出すことが無いため、混濁していない。

## 詳細
調理
丼に出汁と塩ダレを入れてスープを作り、茹でた中華麺を入れた後に具を入れる。
出汁
鶏ガラや昆布などの材料を煮込んで作る。
タレ
塩がメインとなり、醤油を使用する場合は白醤油や魚介類を使用した調味料を使用することが多い。
具
メンマ、ネギ、炒めたり煮たりした野菜や練り物（鳴門巻や蒲鉾）などがトッピングされる。エビ類を入れた海鮮塩ラーメンなどのバリエーションも見られる。